# Bern (Zaltbommel)
Pour les articles homonymes, voir Bern (homonymie).
Bern est une petite localité néerlandaise de la province de Gueldre, appartenant à la commune de Zaltbommel et située sur l'île de Nederhemert.

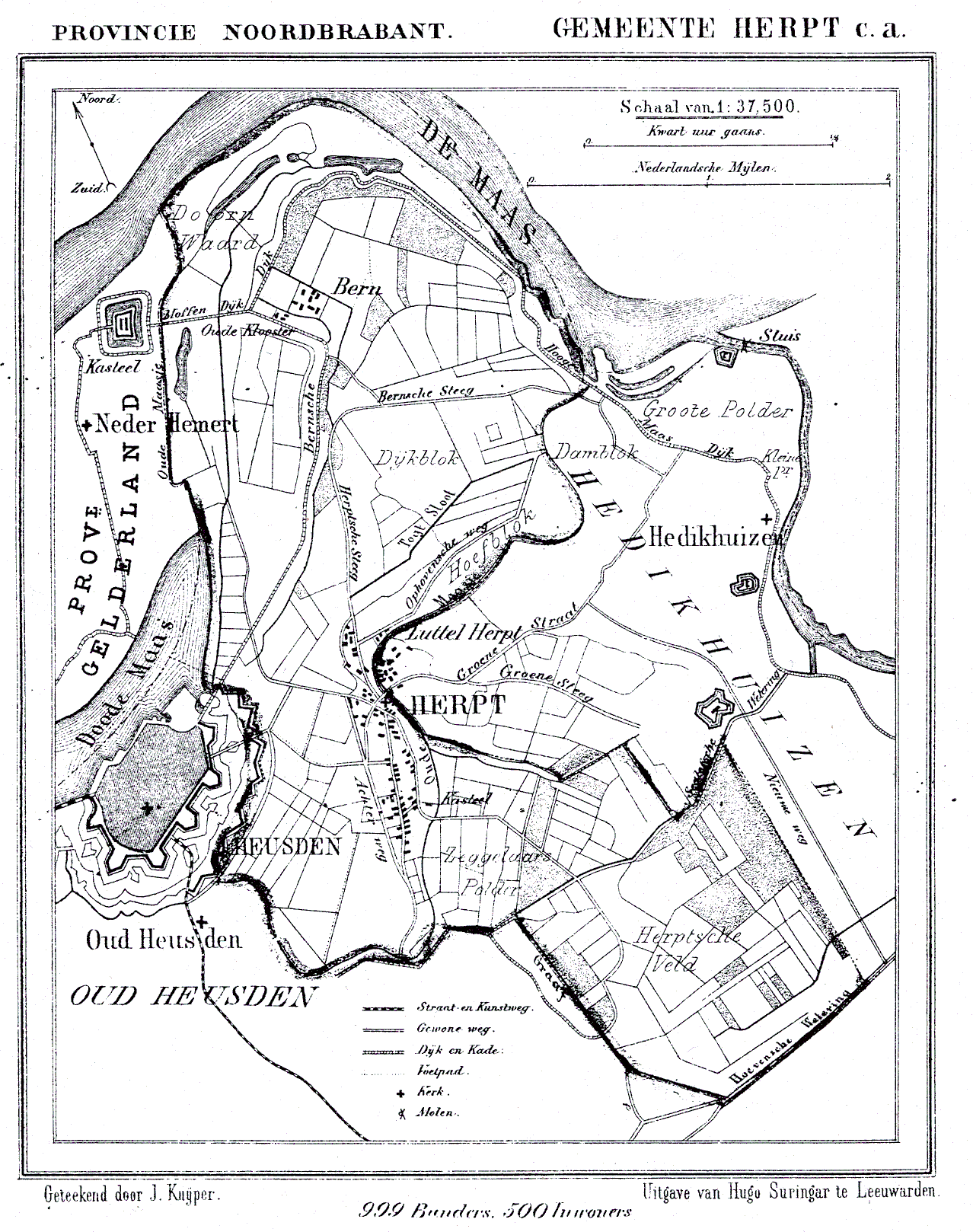
Herpt et Bern en 1867. La Meuse ne sépare pas encore les deux villages

## Géographie
Bern est situé sur la rive droite de la Bergsche Maas, sur l'île de Nederhemert, dans le sud-ouest du Bommelerwaard. Seule la route Wijk en Aalburg - Ammerzoden et le bac de Herpt permettent de rejoindre cette petite localité, qui compte à peine 5 rues.

## Histoire
En 1134, Norbert de Xanten fonda l'abbaye de Berne. Pendant plus de quatre siècles, l'abbaye donnait sa renommée au village de Bern. L'abbaye fut détruite en 1579, et transférée d'abord à Bois-le-Duc, puis à Maarsbergen, et finalement à Heeswijk-Dinther.
Historiquement, Bern faisait partie de la commune de Herpt, appelé également Herpt en Bern, et était situé dans le Brabant-Septentrional. Lors de la construction de la Bergsche Maas, entre 1883 et 1904, Bern a été séparé de Herpt. Le village a changé de province pour se retrouver dans le Gueldre, dans le Bommelerwaard. Bern a alors été annexé par Nederhemert, avant de passer à Kerkwijk (en 1958) et à Zaltbommel en 1999.
En 1840, Bern comptait 9 maisons et 60 habitants.